# Littorinimorpha
Littorinimorpha é uma grande ordem de caracóis, gastrópodes, consistindo principalmente de caracóis marinhos (espécies marinhas), mas também incluindo alguns caracóis de água doce (espécies aquáticas) e caracóis terrestres (espécies terrestres).
Anteriormente, a taxonomia Linnaeana usada na taxonomia do Gastropoda por Ponder &amp; Lindberg (1997) classificava assim: subclasse Orthogastropoda, superordem Caenogastropoda, ordem Sorbeoconcha, subordem Hypsogastropoda, infraordem Littorinimorpha.
A ordem Littorinimorpha contém muitas famílias de gastropoda que foram anteriormente colocadas na ordem Mesogastropoda, conforme introduzida por J. Thiele em seu trabalho de 1921. As evidências de que esse grupo é monofilético são escassas . Em 2003, EE Strong sugeriu usar apenas Neogastropoda como um clado dentro do clado Hypsogastropoda, e incluir as superfamílias não resolvidas de Hypsogastropoda dentro do Littorinimorpha.

## Superfamílias e famílias
As superfamílias agrupadas neste clado incluem algumas famílias que são bem conhecidas com base em suas conchas:
- Calyptraeoidea Lamarck, 1809
  - Calyptraeidae Lamarck, 1809
- Capuloidea Fleming, 1822
  - Capulidae Fleming, 1822
- Cingulopsoidea Fretter & Patil, 1958
  - Cingulopsidae Fretter & Patil, 1958
  - Eatoniellidae Ponder, 1965
  - Rastodentidae Ponder, 1966
- Cypraeoidea Rafinesque, 1815
  - Cypraeidae Rafinesque, 1815
  - Ovulidae Fleming, 1822
- Ficoidea Meek, 1864
  - Ficidae Meek, 1864
- Littorinoidea Children, 1834
  - Aciculidae Gray, 1850
  - Littorinidae, Children, 1834  the periwinkles
  - † Bohaispiridae Youluo, 1978
  - Pickworthiidae Iredale, 1917
    - Subfamília Pickworthiinae Iredale, 1917 
    - Subfamília Pelycidiinae Ponder & Hall, 1983
    - Subfamília Sherborniinae Iredale, 1917

  - Pomatiidae Newton, 1891 (1828)
    - Subfamília Pomatiinae Newton, 1891
    - Subfamília Annulariinae Henderson & Bartsch, 1920

  - † Purpurinidae Zittel, 1895
  - Skeneopsidae Iredale, 1915
  - † Tripartellidae Gründel, 2001
  - Zerotulidae Warén & Hain, 1996
- Naticoidea Guilding, 1834
  - Naticidae Guilding, 1834
- Pterotracheoidea Rafinesque, 1814  - sinónimo: Heteropoda.
  - Pterotracheidae Rafinesque, 1814 
  - Atlantidae Rang, 1829
  - † Bellerophinidae Destombes, 1984
  - Carinariidae Blainville, 1818
- Rissooidea Gray, 1847
  - Barleeiidae Gray, 1857
  - Emblandidae Ponder, 1985
  - Helicostoidae Pruvot-Fol, 1937
  - † Mesocochliopidae Yu, 1987
  - † Palaeorissoinidae Gründel & Kowalke, 2002
    - Subfamília Palaeorissoininae Gründel & Kowalke, 2002
    - Subfamília Greveniellinae Gründel & Kowalke, 2002

  - Rissoidae Gray, 1847
  - Rissoinidae Stimpson, 1865
- Stromboidea Rafinesque, 1815
  - Aporrhaidae Gray, 1850
    - Subfamília Aporrhainae Gray, 1850
    - Subfamília Arrhoginae Popenoe, 1983
    - † Subfamília Harpagodinae Pchelintsev, 1963
    - † Subfamília Perissopterinae Korotkov, 1992
    - † Subfamília Spinigerinae Korotkov, 1992 (inv.)

  - † Colombellinidae P. Fischer, 1884
  - † Pugnellidae Kiel & Bandel, 1999
  - Seraphsidae Gray, 1853
  - Strombidae Rafinesque, 1815, a concha verdadeira
  - Struthiolariidae Gabb, 1868
  - † Thersiteidae Savornin, 1915
  - † Tylostomatidae Stoliczka, 1868
- Tonnoidea Suter, 1913 (1825)
  - Bursidae Thiele, 1925
  - Laubierinidae Warén & Bouchet, 1990
  - Personidae Gray, 1854
  - Pisanianuridae Warén & Bouchet, 1990
  - Ranellidae Gray, 1854, the tritons
  - Tonnidae Suter, 1913 (1825)
- Truncatelloidea
  - Amnicolidae Tryon, 1863
    - Subfamília Amnicolinae Tryon, 1863
    - Subfamília Baicaliinae P. Fischer, 1885
    - Subfamília Emmericiinae Brusina, 1870

  - Anabathridae Keen, 1971
  - Assimineidae H. Adams & A. Adams, 1856
  - Bithyniidae Gray, 1857
  - Bythinellidae Locard, 1893
  - Caecidae Gray, 1850
  - Calopiidae Ponder, 1999
  - Clenchiellidae D. W. Taylor, 1966
  - Cochliopidae Tryon, 1866
    - Subfamília Cocliopinae Tryon, 1866
    - Subfamília Littoridininae Thiele, 1928
    - Subfamília Semisalsinae Giusti & Pezzoli, 1980

  - Elachisinidae Ponder, 1985
  - Emmericiidae Brusina, 1870
  - Epigridae Ponder, 1985
  - Falsicingulidae Slavoshevskaya
  - Hydrobiidae Stimpson, 1865
  - Hydrococcidae Thiele, 1928
  - Iravadiidae Thiele, 1928
  - Lithoglyphidae Tryon, 1866
  - Moitessieriidae Bourguignat, 1863
  - Pomatiopsidae Stimpson, 1865
    - Subfamília Pomatiopsinae Stimpson, 1865
      - Oncomelania

    - Subfamília Triculinae Annandale, 1924

  - Stenothyridae Tryon, 1866
  - Tateidae Thiele, 1925
  - Tornidae Sacco, 1896 (1884)
  - Truncatellidae Gray, 1840
    - Subfamília Truncatellinae Gray, 1840
    - Subfamília Geomelaniinae Kobelt & Möllendorff, 1897
- Vanikoroidea Gray, 1840
  - Haloceratidae Warén & Bouchet, 1991
  - Hipponicidae Troschel, 1861
  - † Omalaxidae Cosmmann, 1916
  - Vanikoridae Gray, 1840
- Velutinoidea Gray, 1840
  - Pediculariidae
  - Triviidae Troschel, 1863
  - Velutinidae Gray, 1840
    - Subfamília Velutininae Gray, 1840
    - Subfamília Lamellariinae d'Orbigny, 1841
- Vermetoidea Rafinesque, 1815
  - Vermetidae Rafinesque, 1815
- Xenophoroidea Troschel, 1852 (1840)
  - Guttulidae
  - † Lamelliphoridae Korobkov, 1960
  - Xenophoridae Troschel, 1852 (1840), the carrier shells

(Taxa extinta são indicadas pelo obelisco, †.)
Famílias trazidas para o sinonímia

- Adeorbidae Monterosato, 1884: sinónimo de Tornidae Sacco, 1896 (1884)
- Paludestrinidae Newton, 1891 aceite como Hydrobiidae Stimpson, 1865
- Pyrgulidae Brusina, 1882 (1869) aceite como Hydrobiidae Stimpson, 1865
- Vitrinellidae Bush, 1897 aceite como Tornidae Sacco, 1896 (1884)

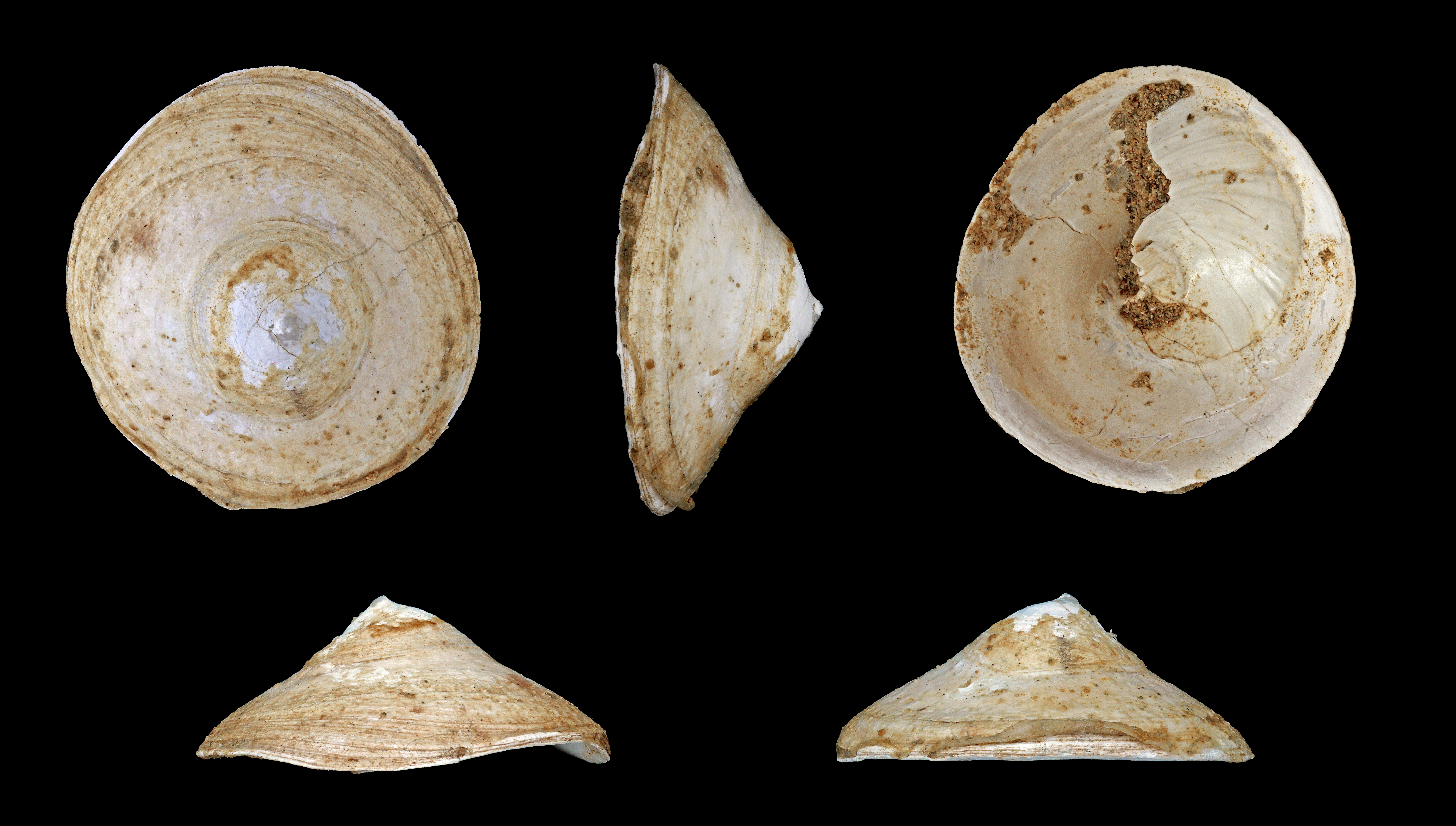
Calyptraea chinensis ( Calyptraeidae )
Cypraea tigris ( Cypraeidae )
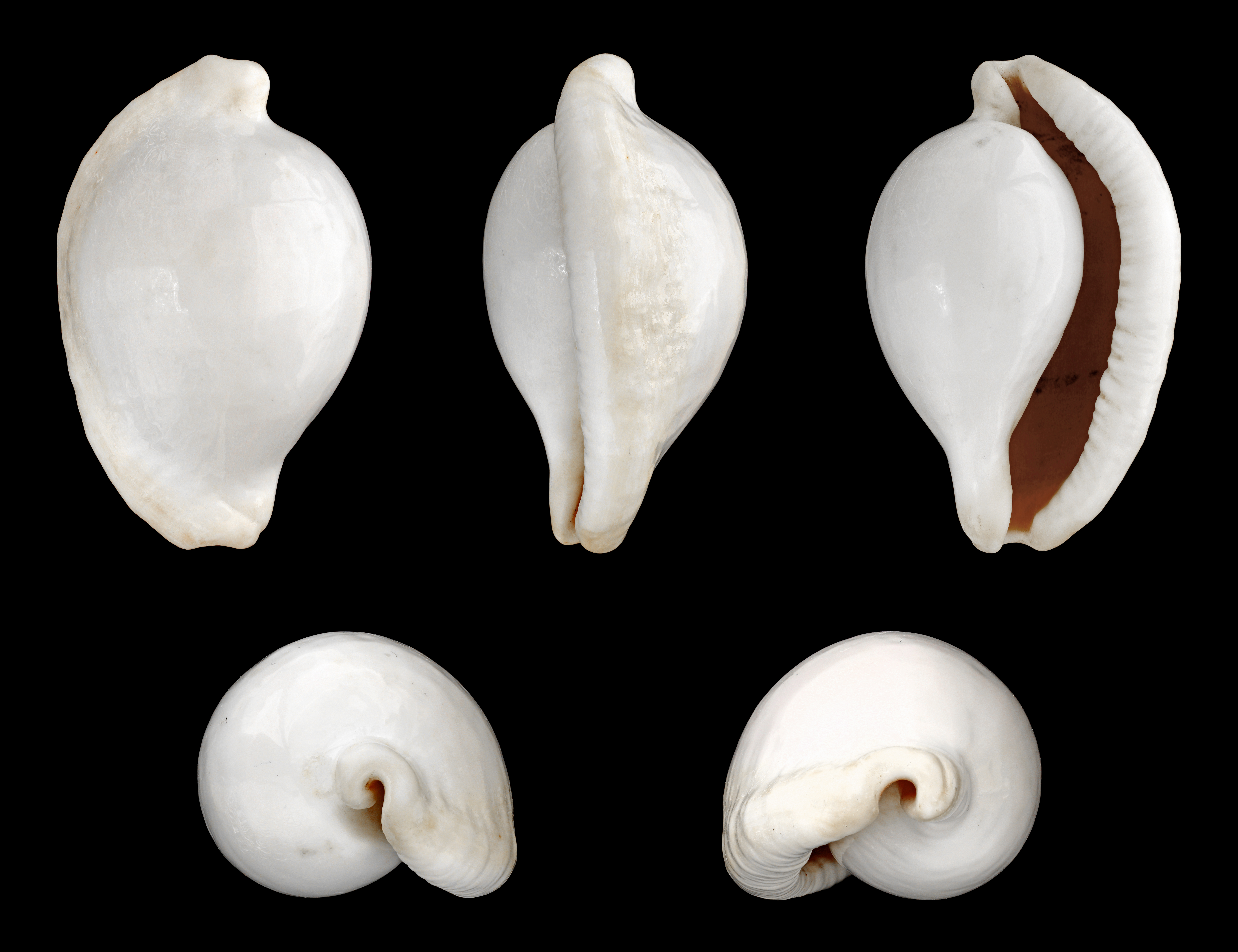
Ovula ovum ( Ovulidae )
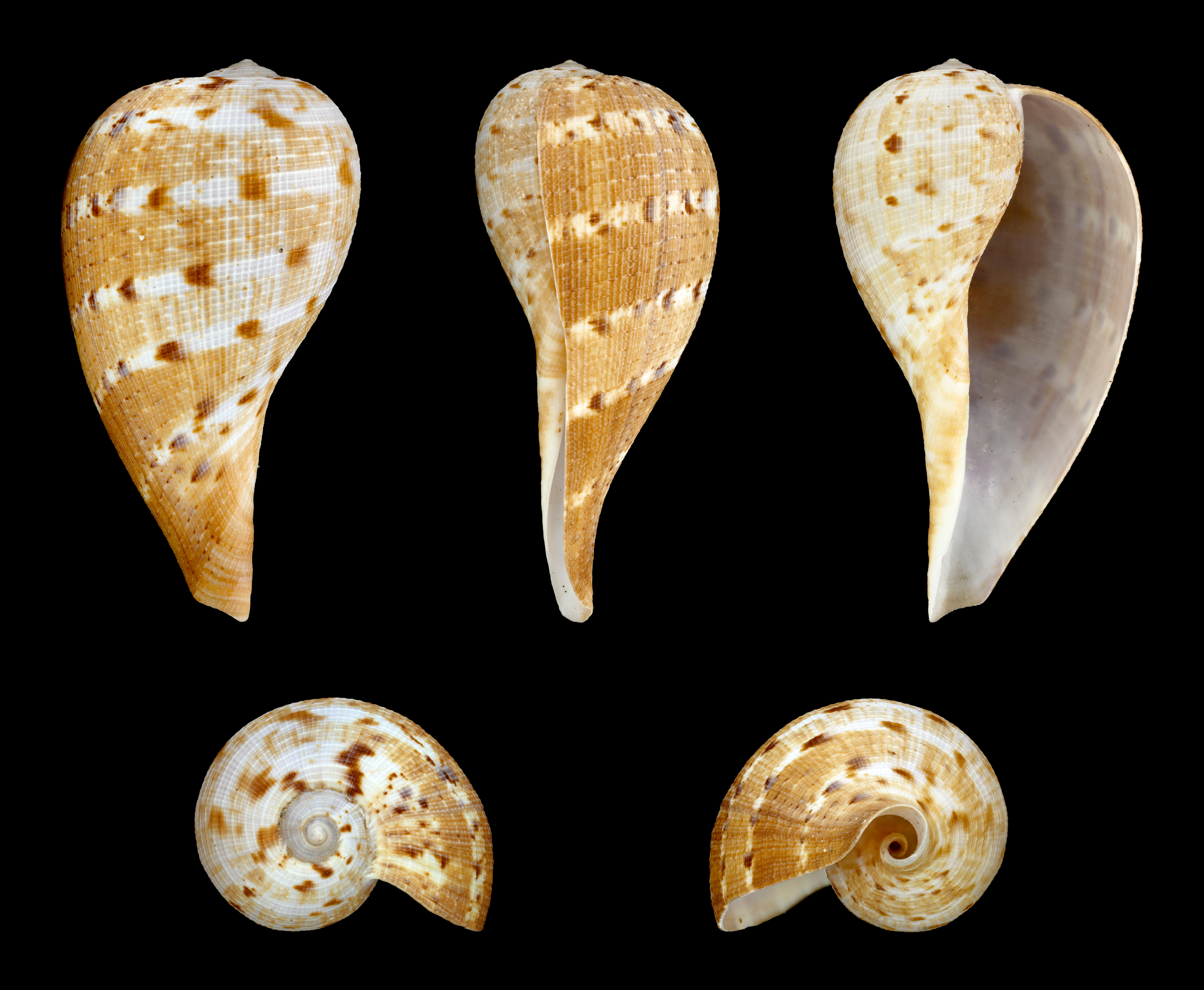
Ficus ficus ( Ficidae )
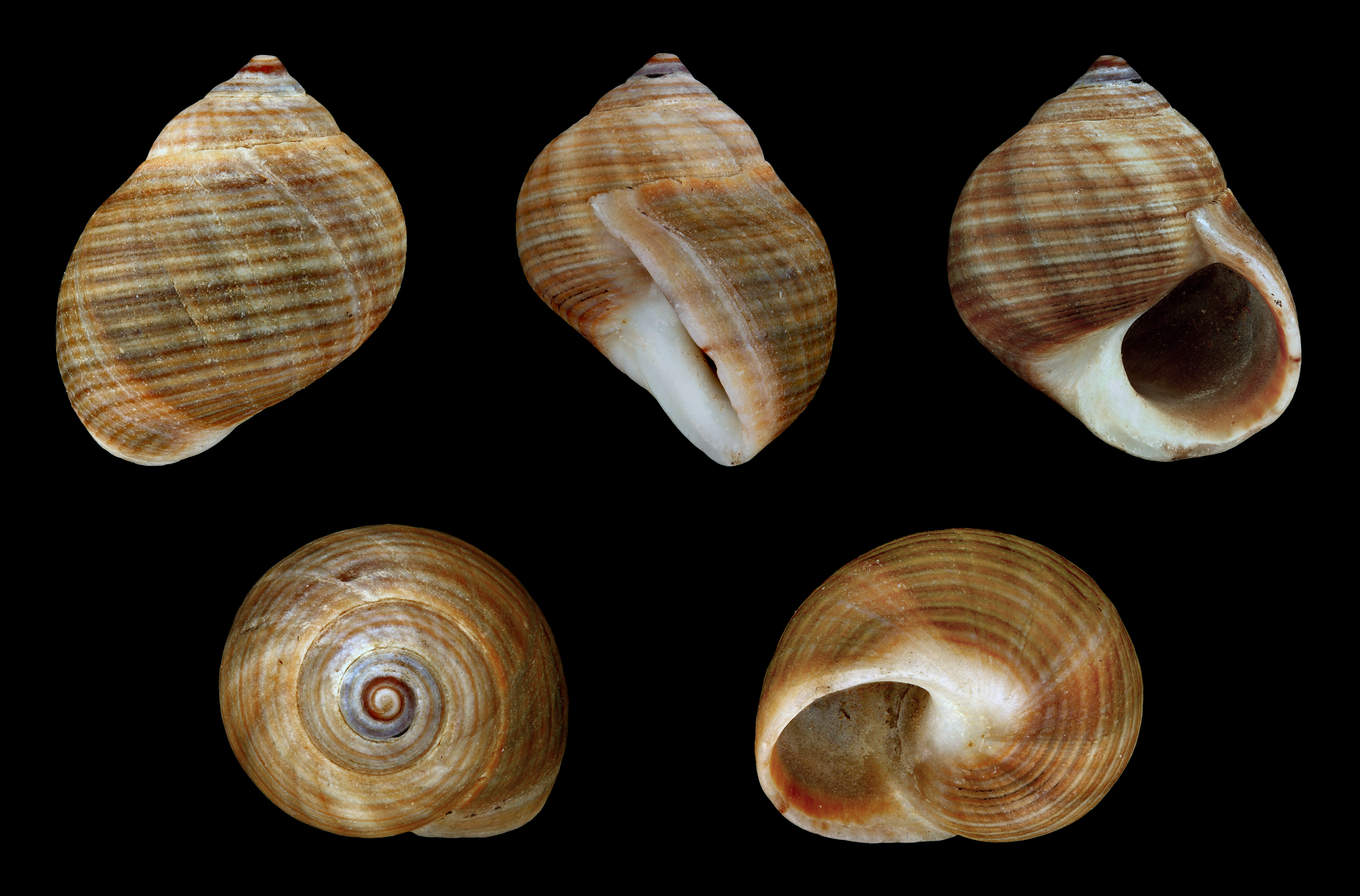
Littorina littorea ( Littorinidae )
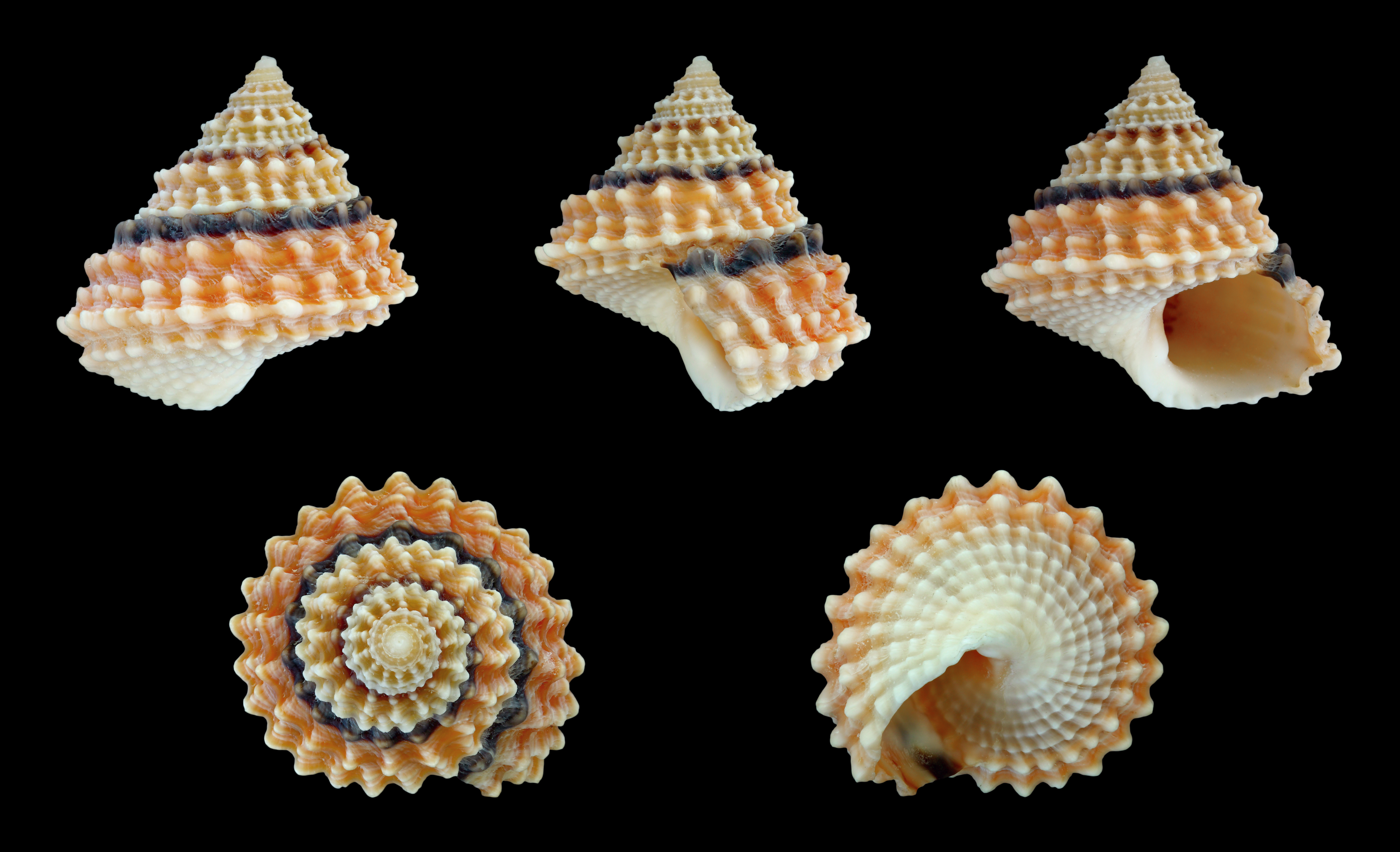
Tectarius coronatus ( Littorinidae )
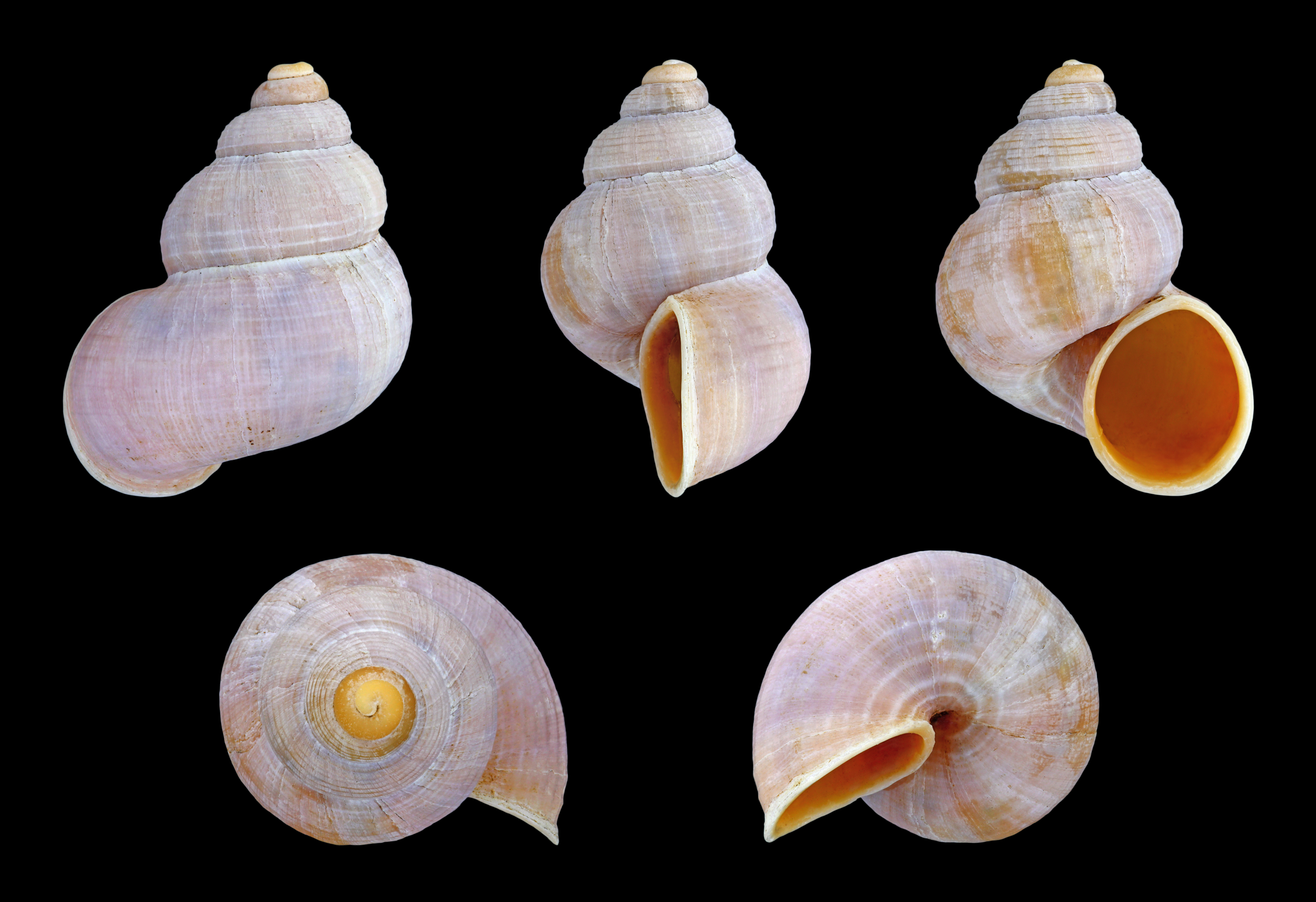
Tudorella sulcata ( Pomatiidae )
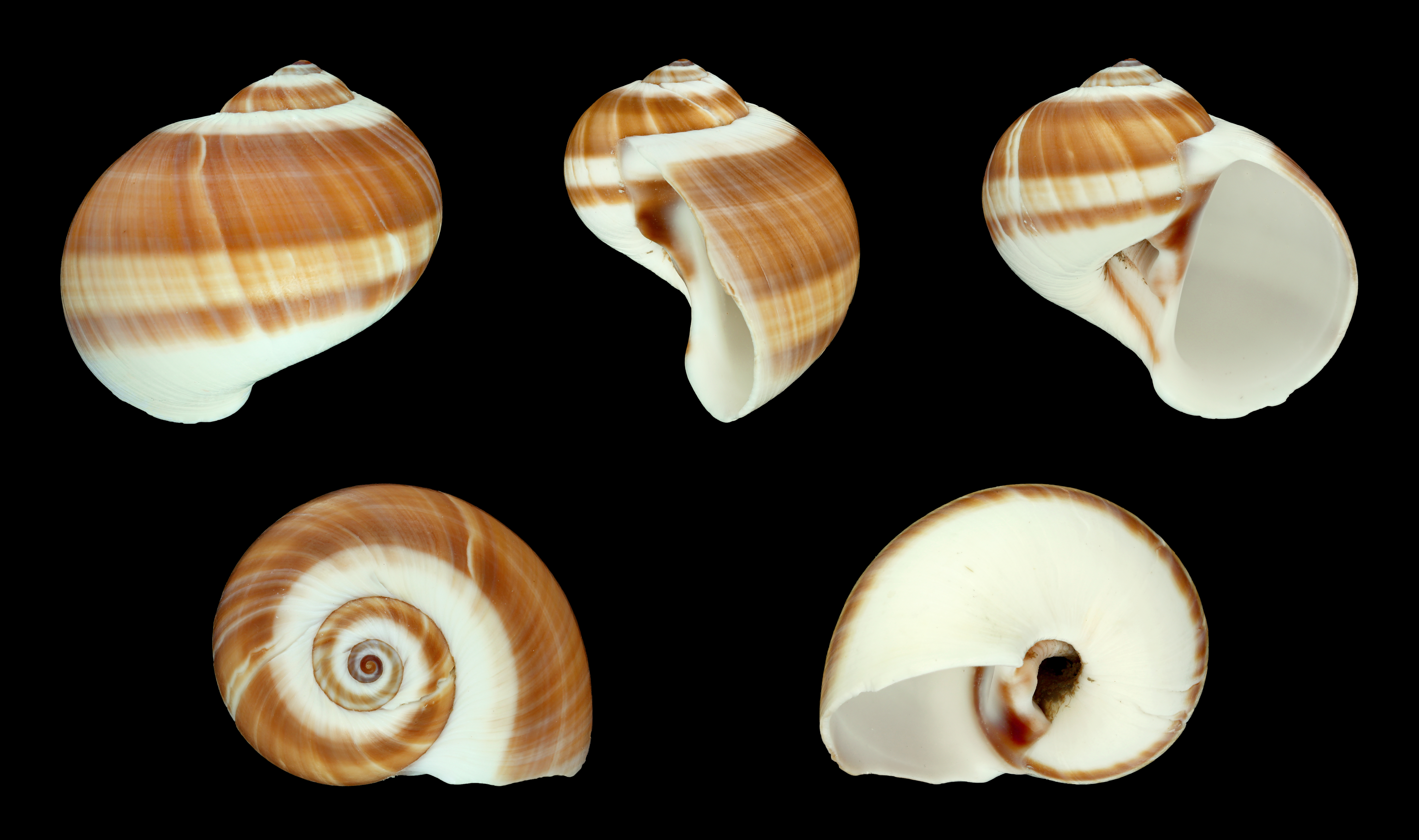
Natica vitellus ( Naticidae )
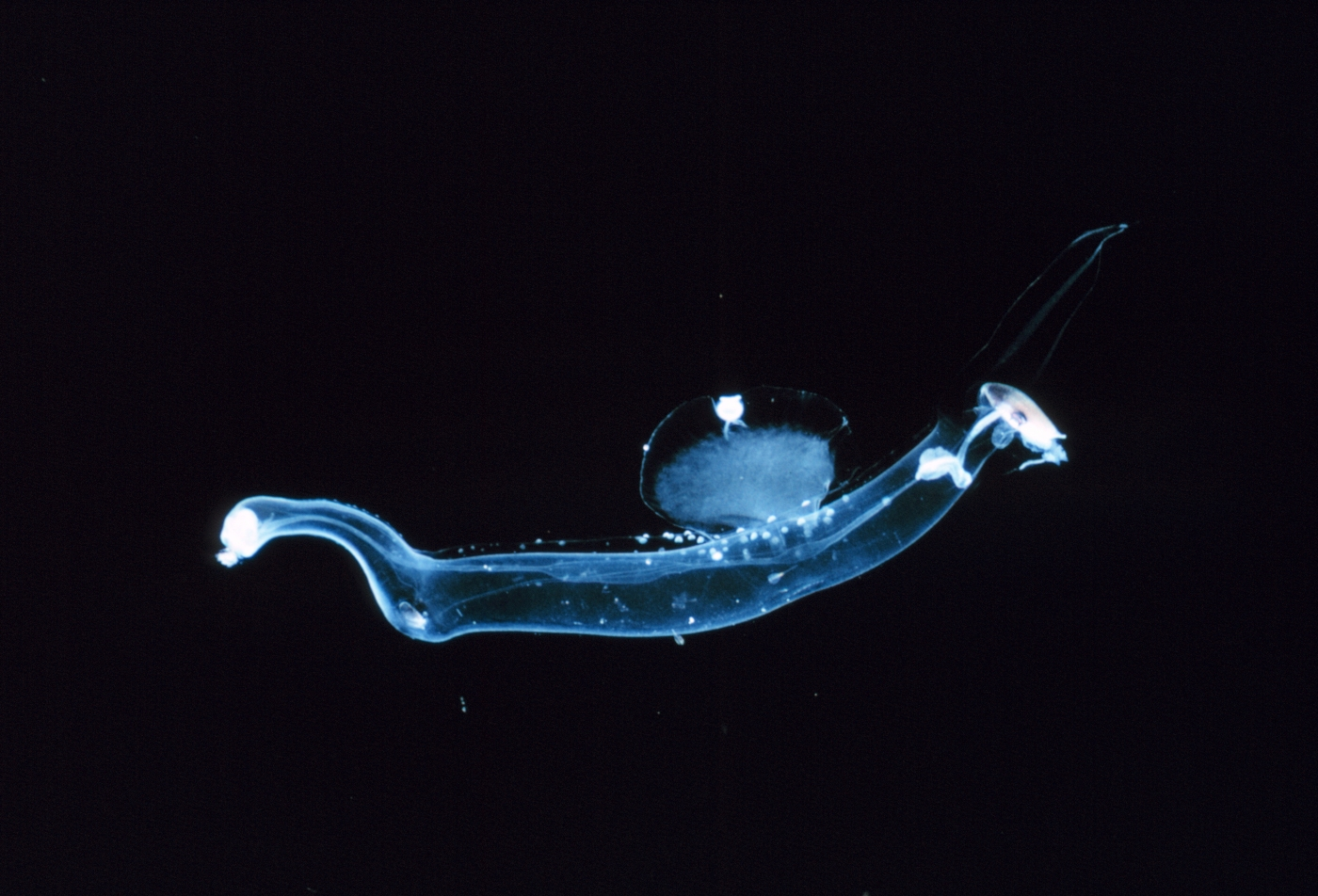
Pterotracheidae )
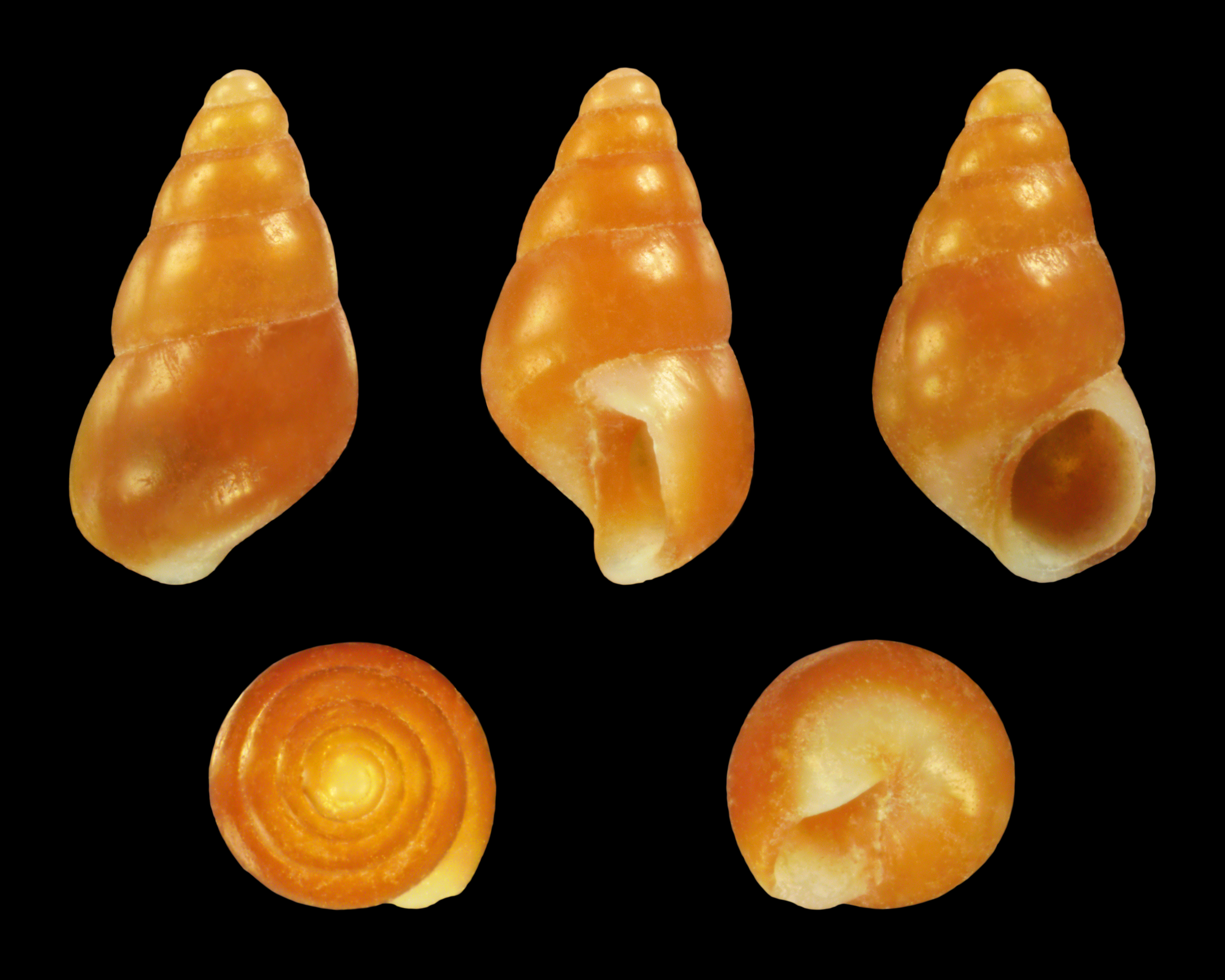
Barleeia unifasciata ( Barleeiidae )
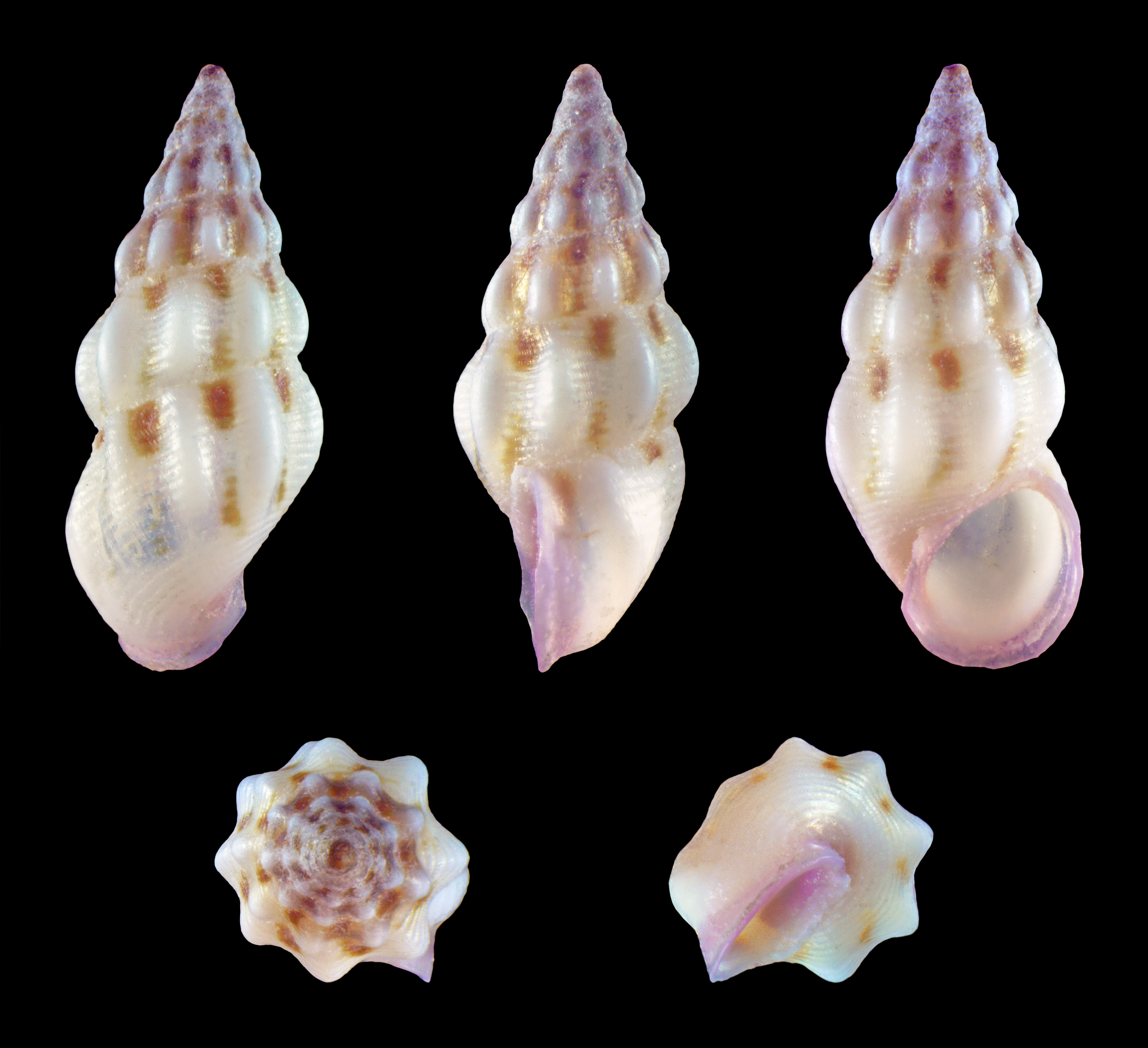
Rissoa decorata ( Rissoidae )
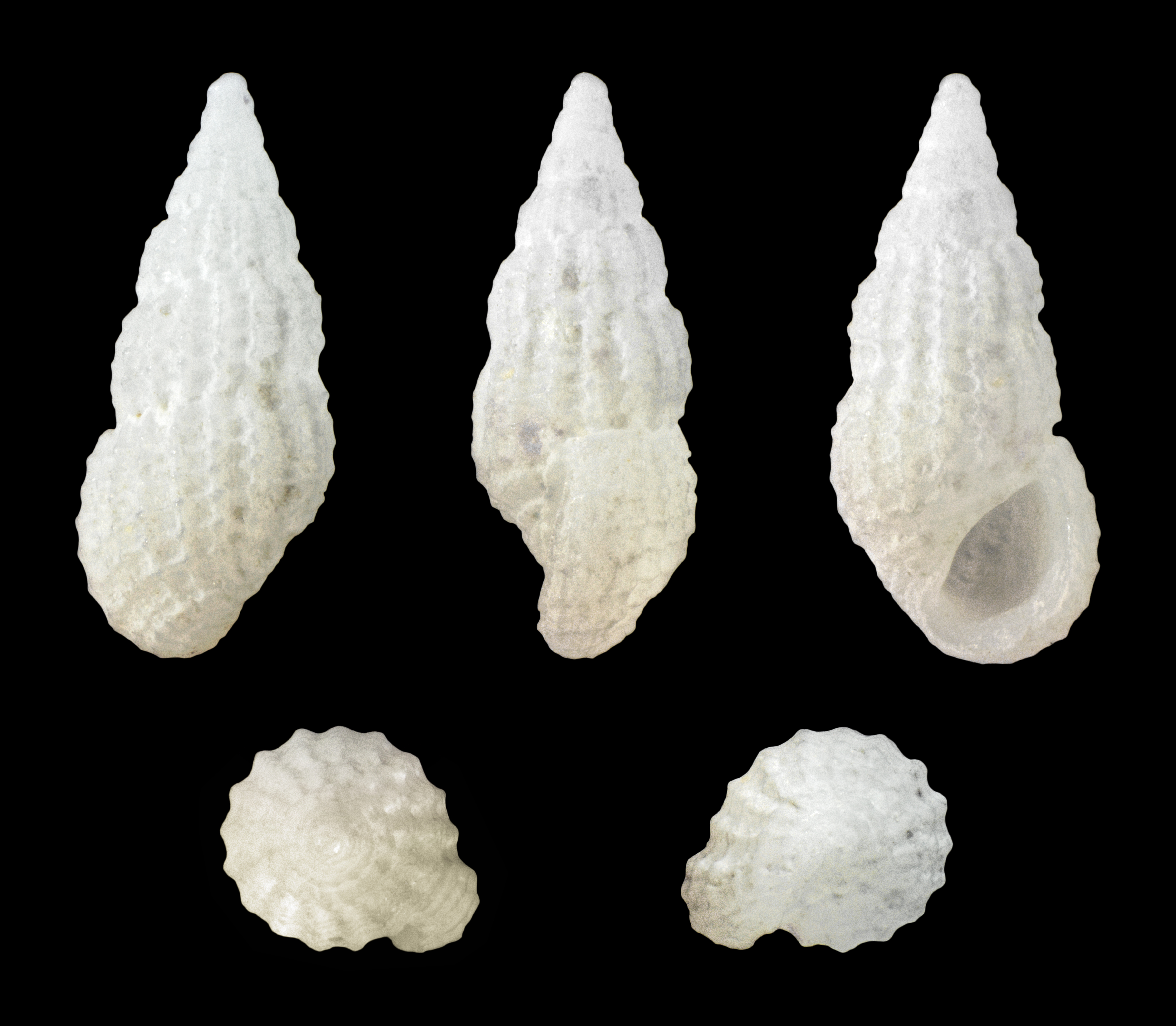
Rissoina tornatilis ( Rissoinidae )
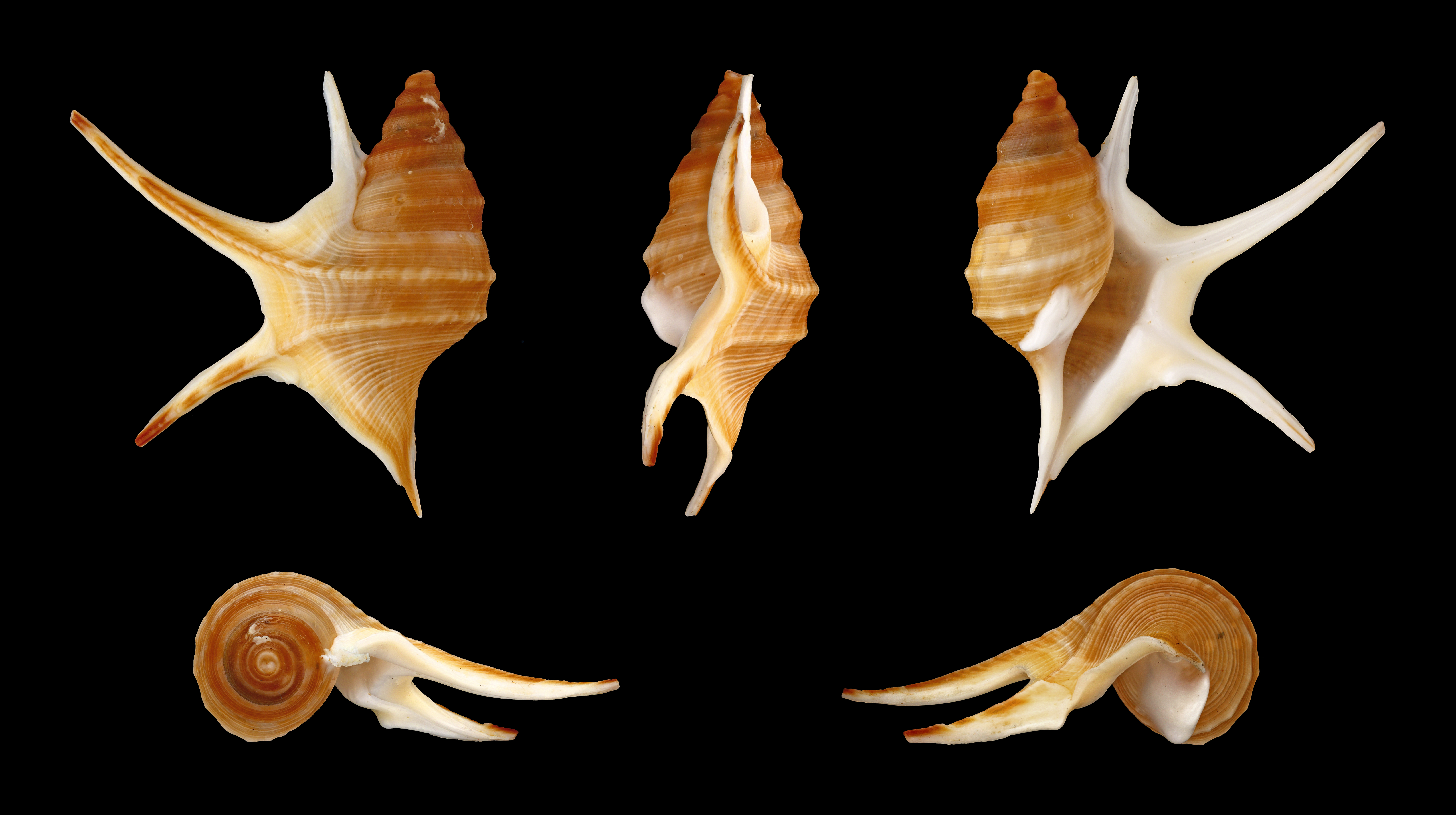
Aporrhais pesgallinae ( Aporrhaidae )
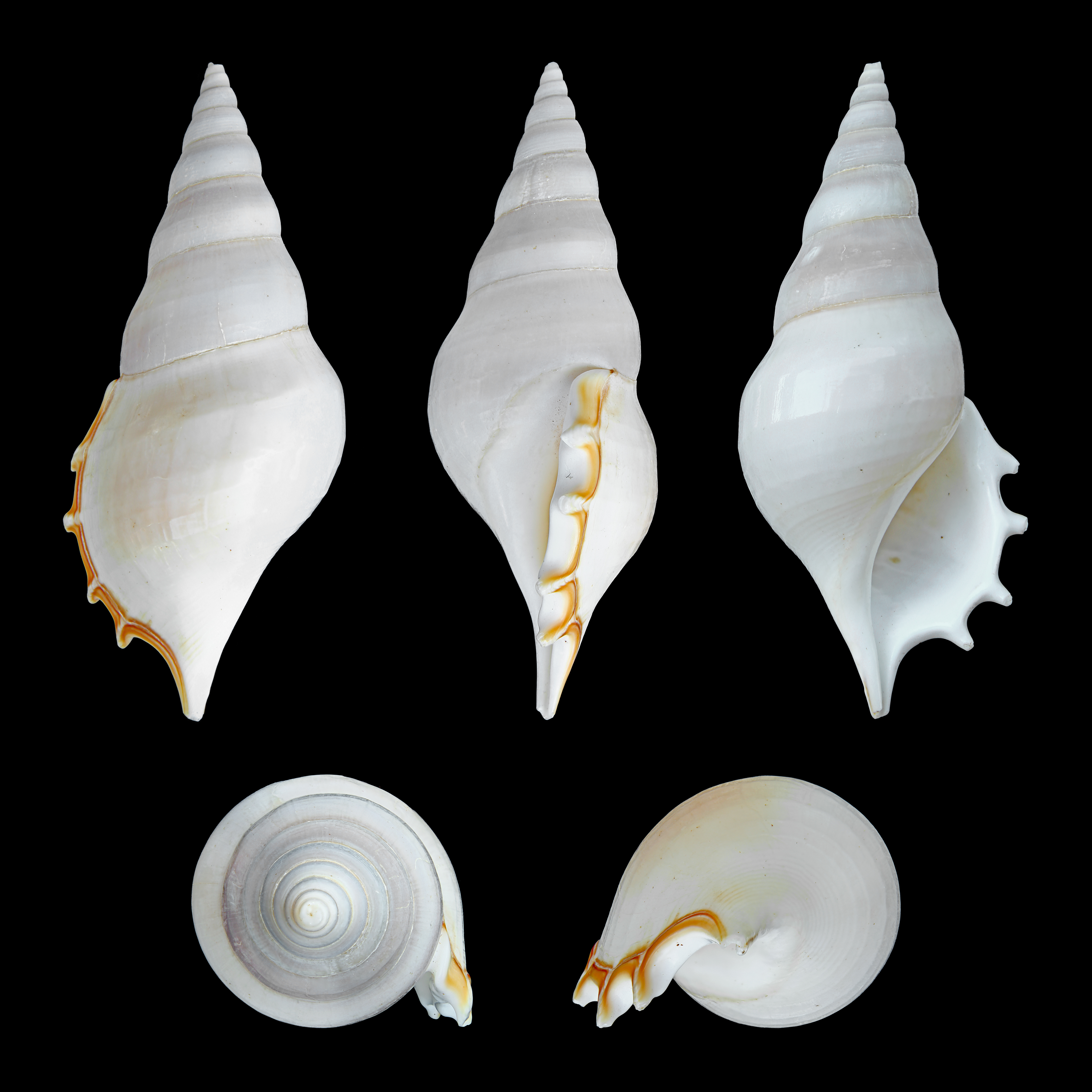
Rostellariella delicatula ( Rostellariidae )
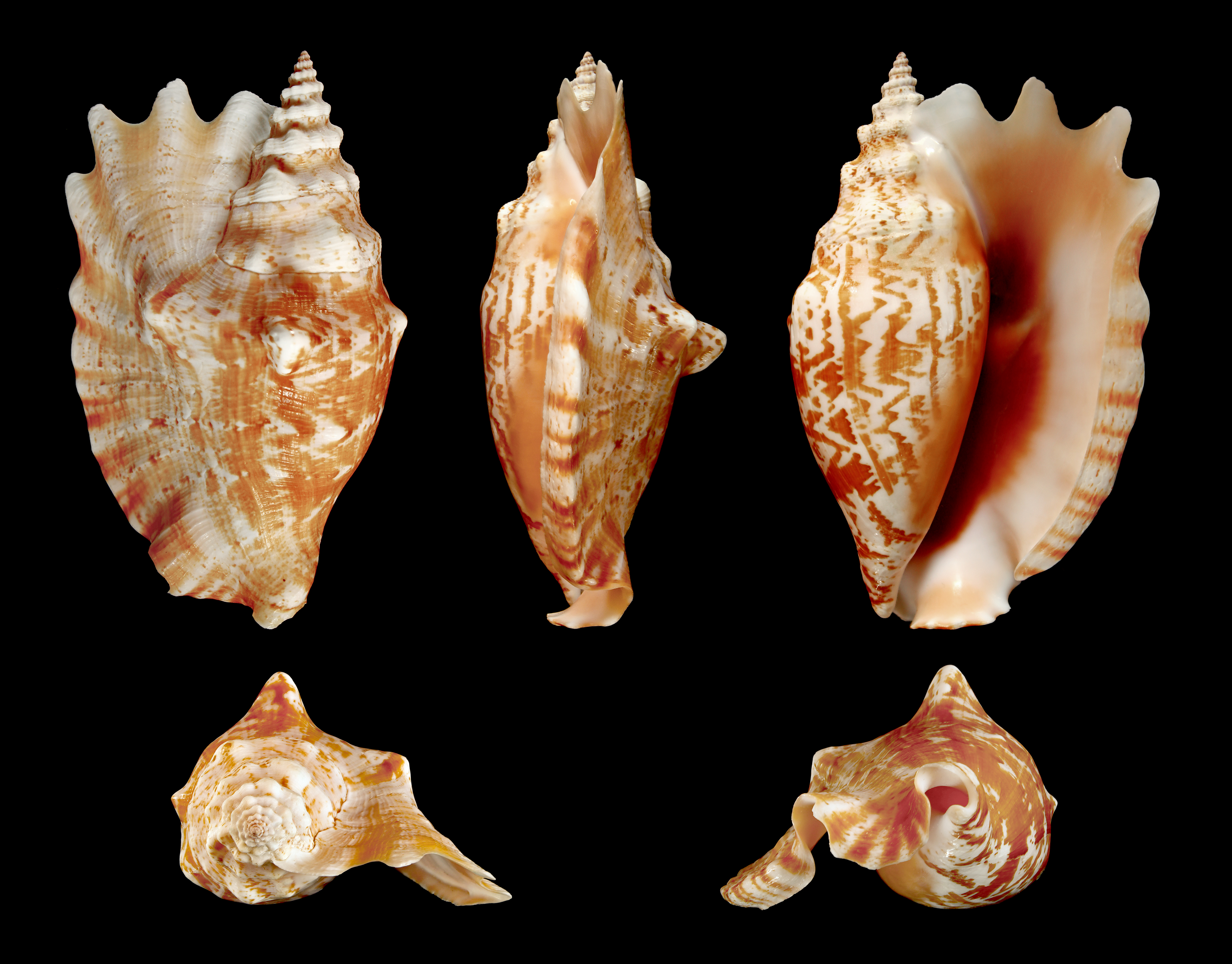
Sinustrombus sinuatus ( Strombidae )
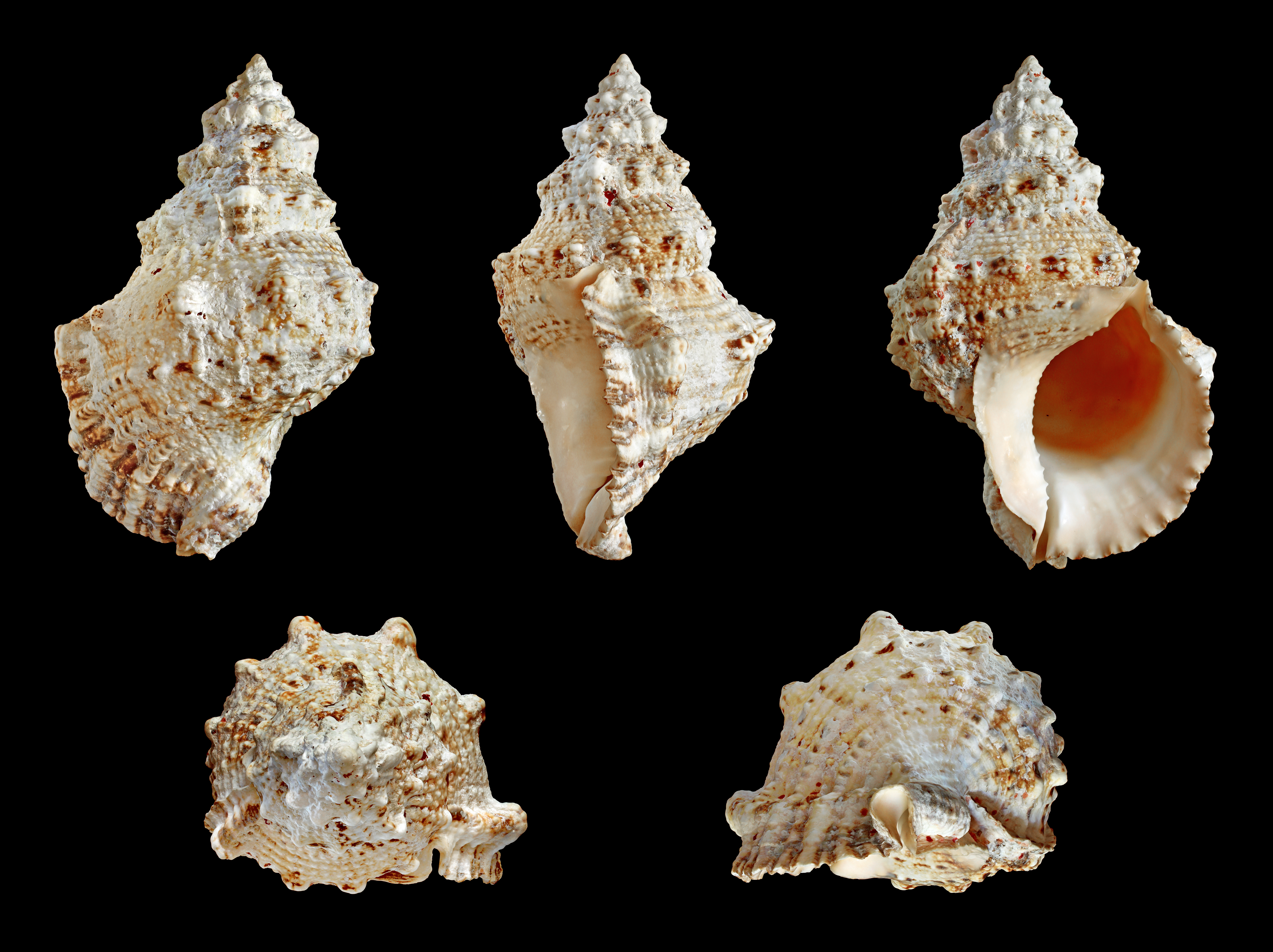
Tutufa bubo ( Bursidae )
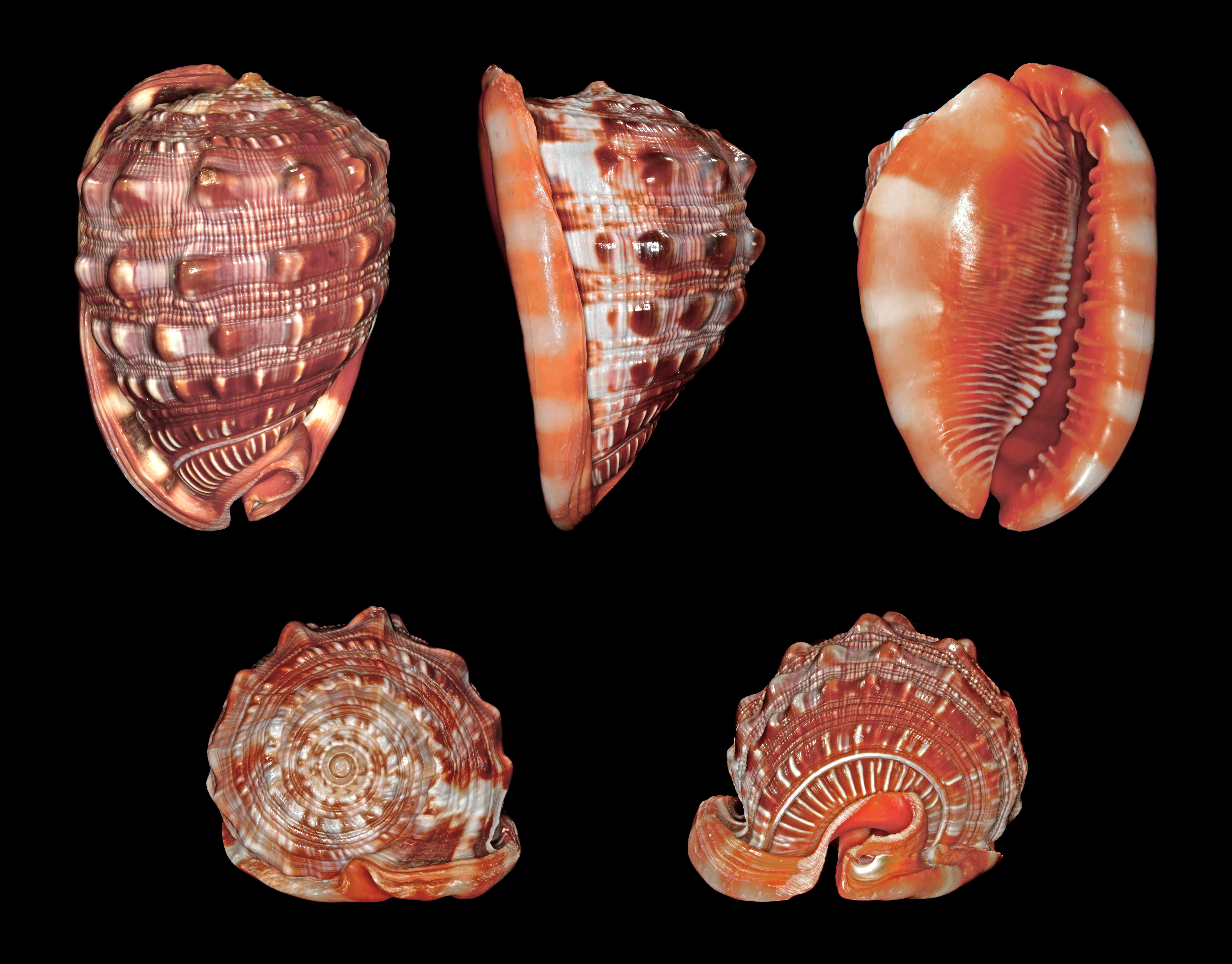
Cypraecassis rufa ( Cassidae )
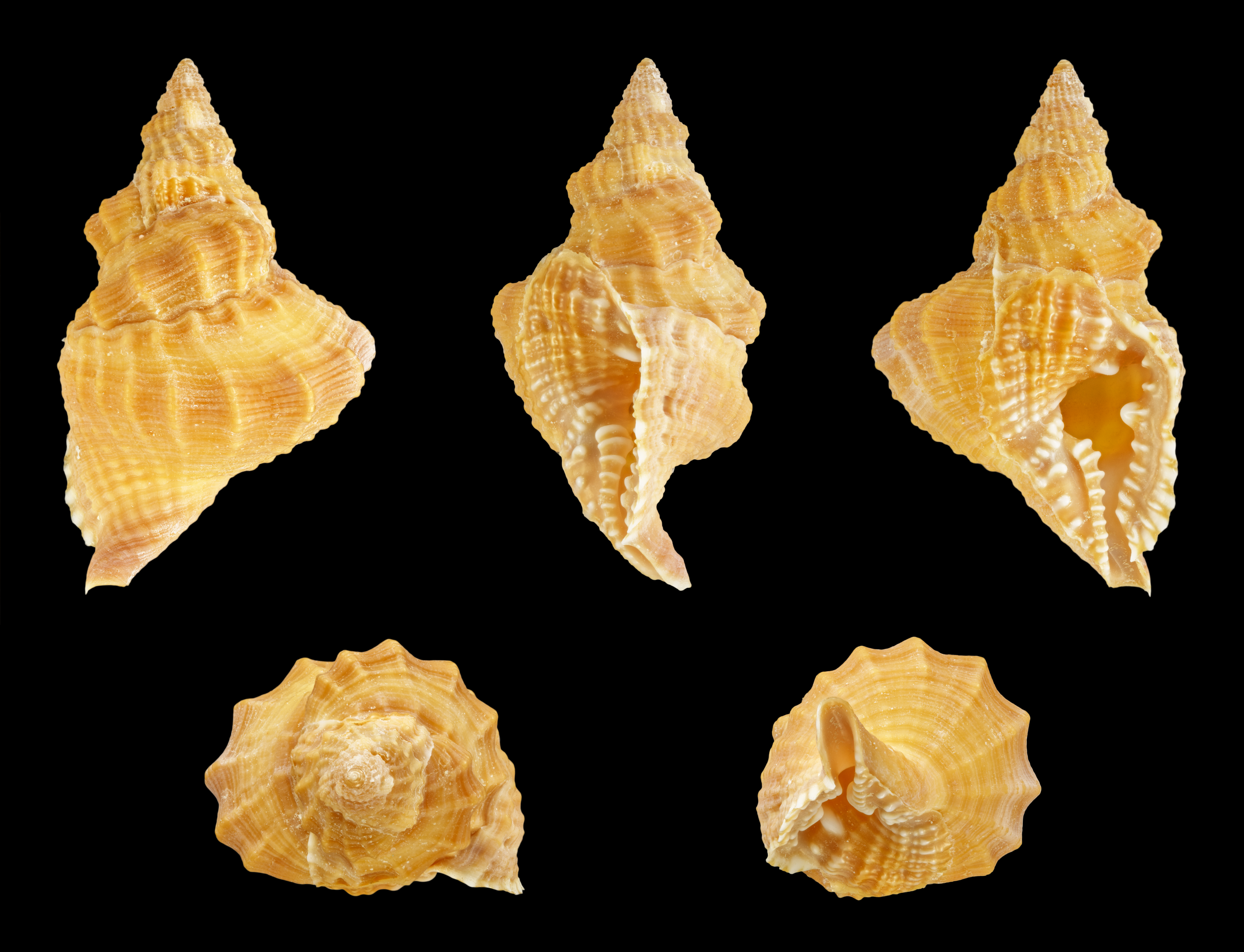
Distorsio kurzi ( Personidae )
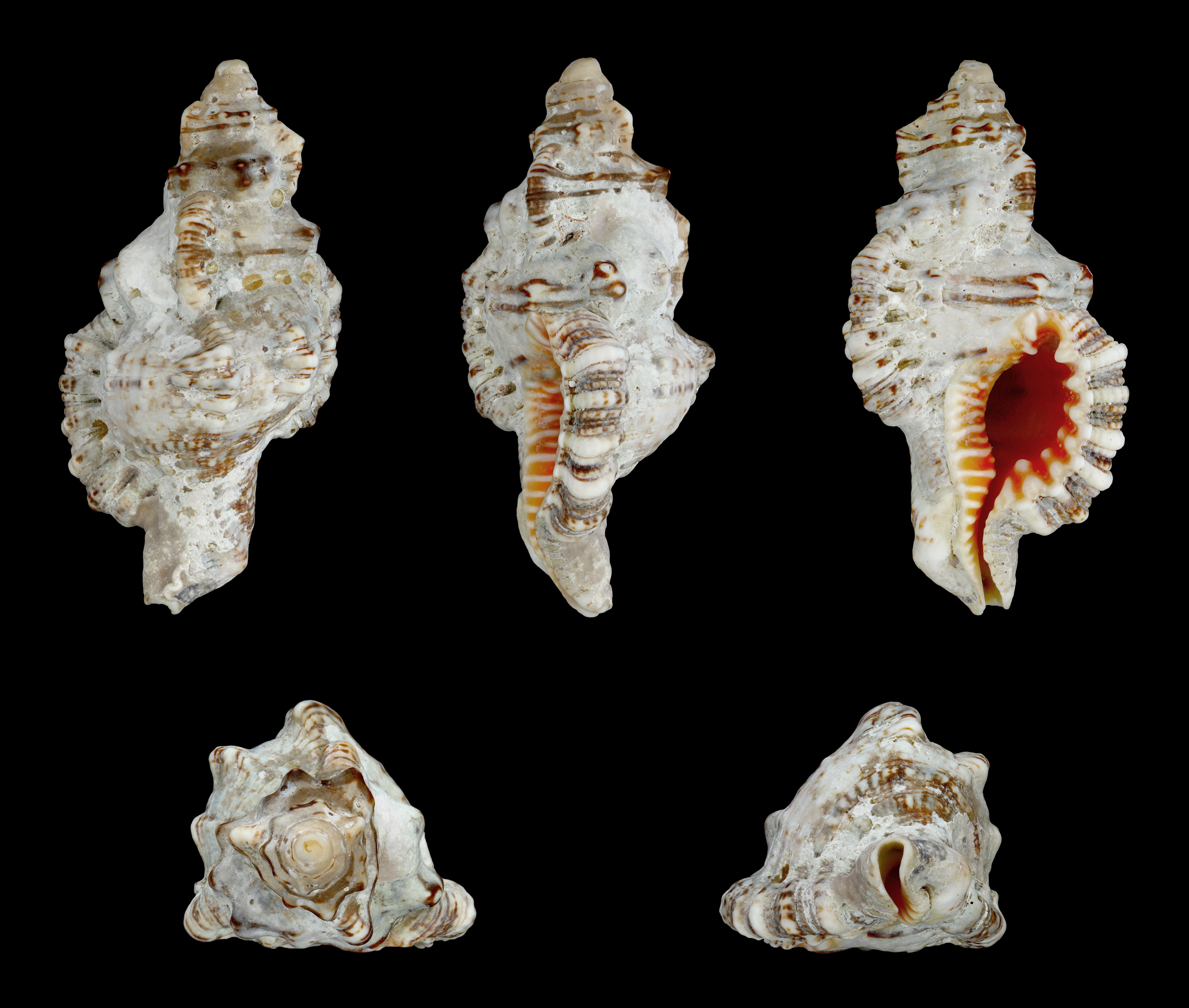
Monoplex nicobaricus ( Ranellidae )
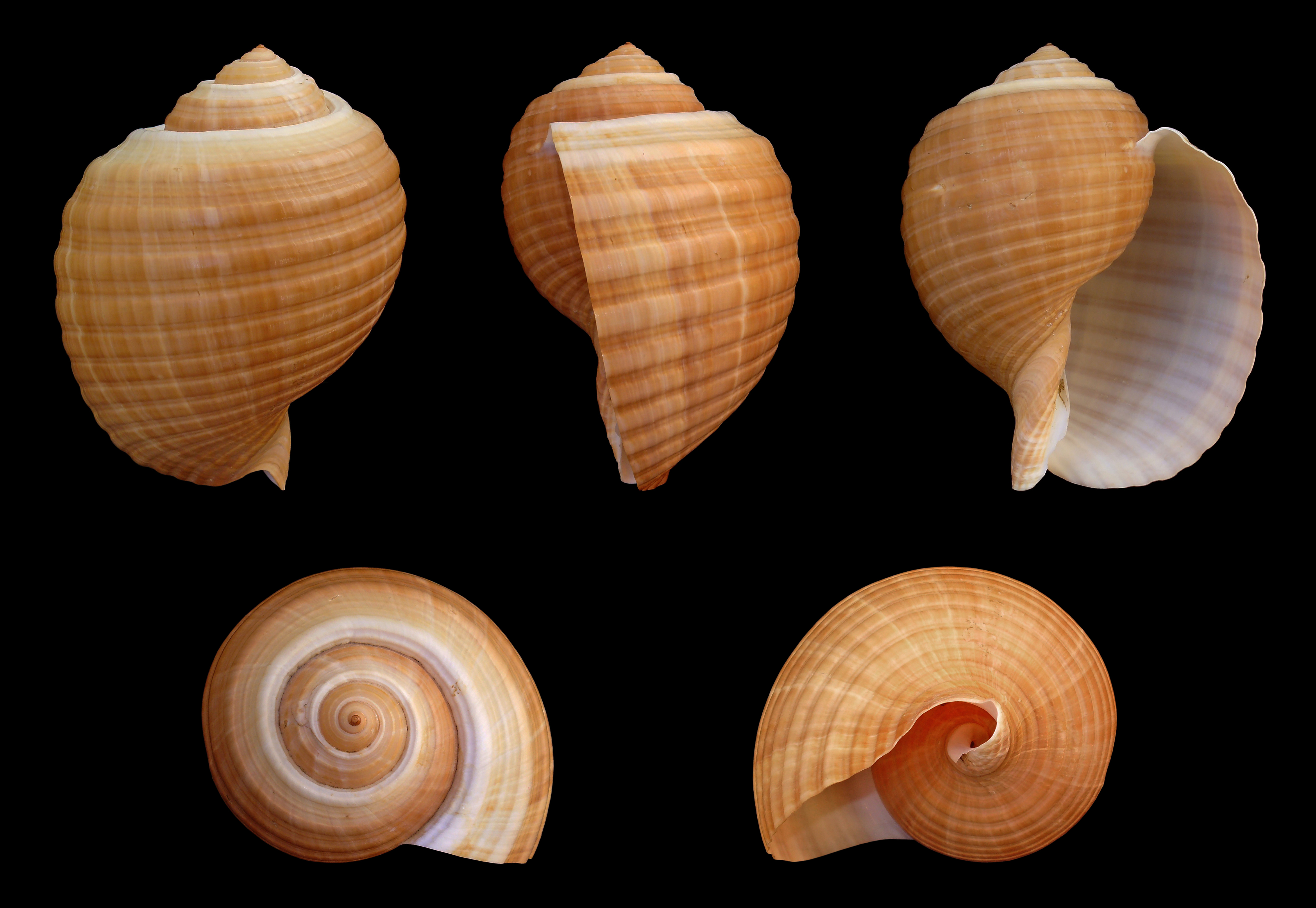
Tonna galea ( Tonnidae )
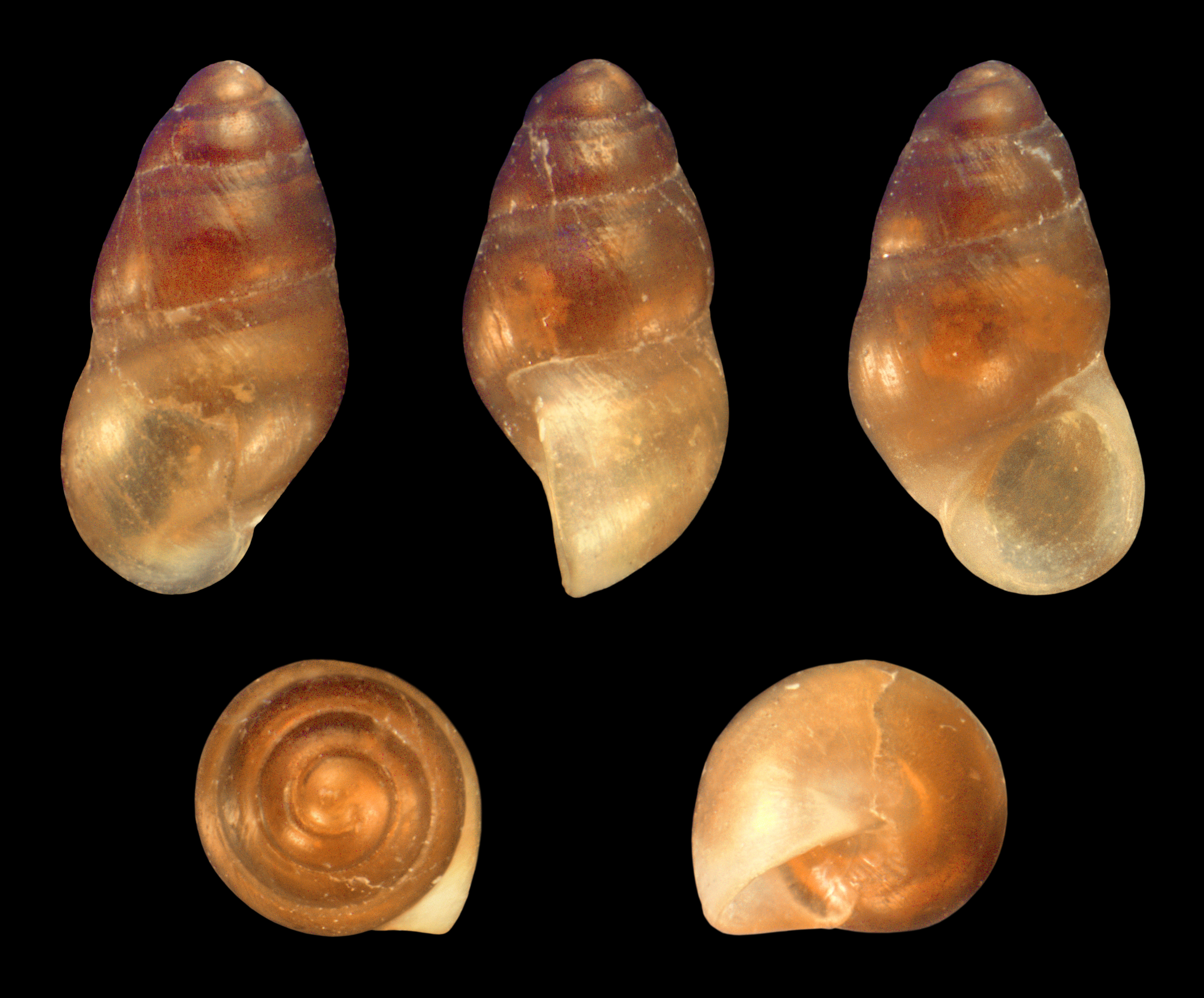
Pisinna glabrata ( Anabathridae )
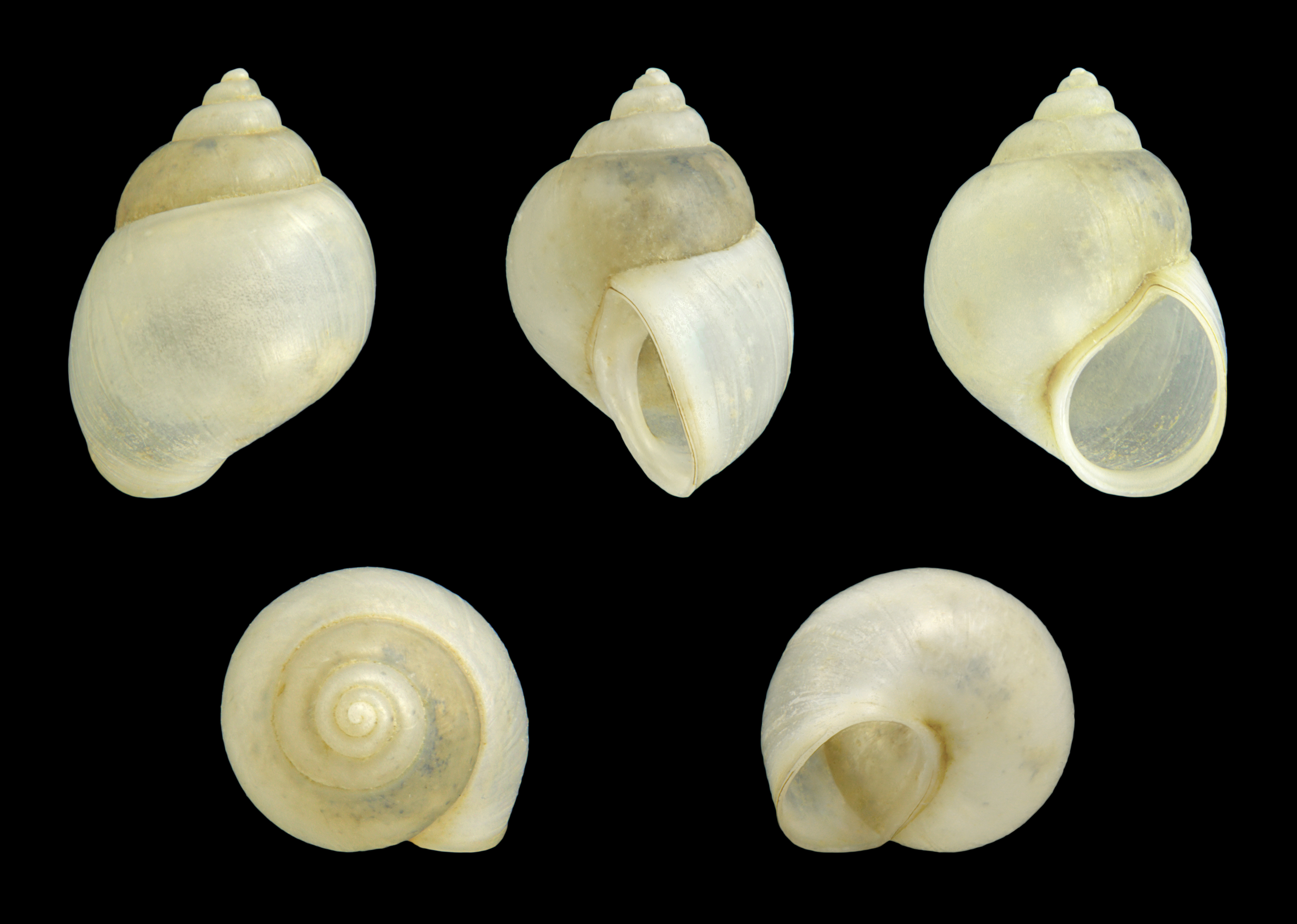
Bithynia tentaculata ( Bithyniidae )
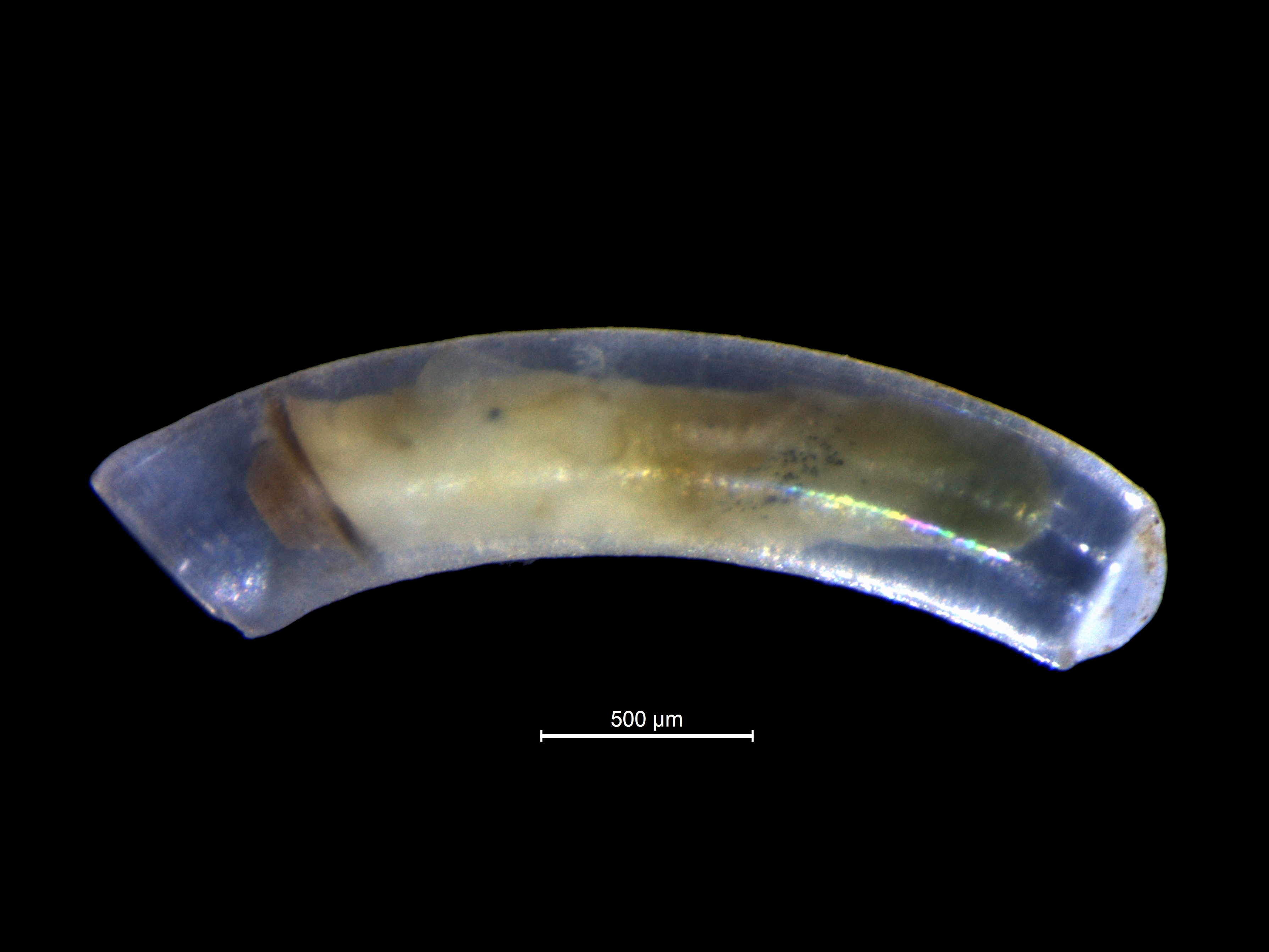
Caecum glabrum ( Caecidae )
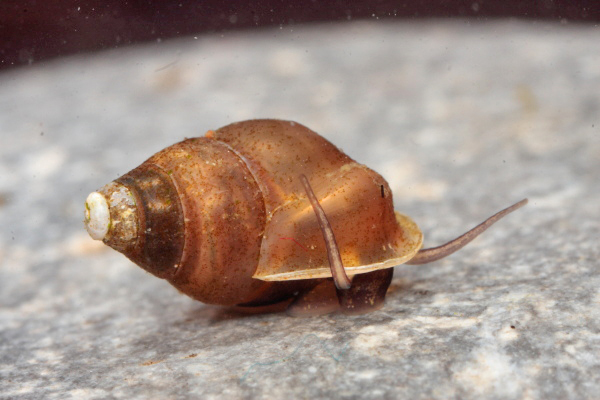
Emericia patula ( Emmericiidae )
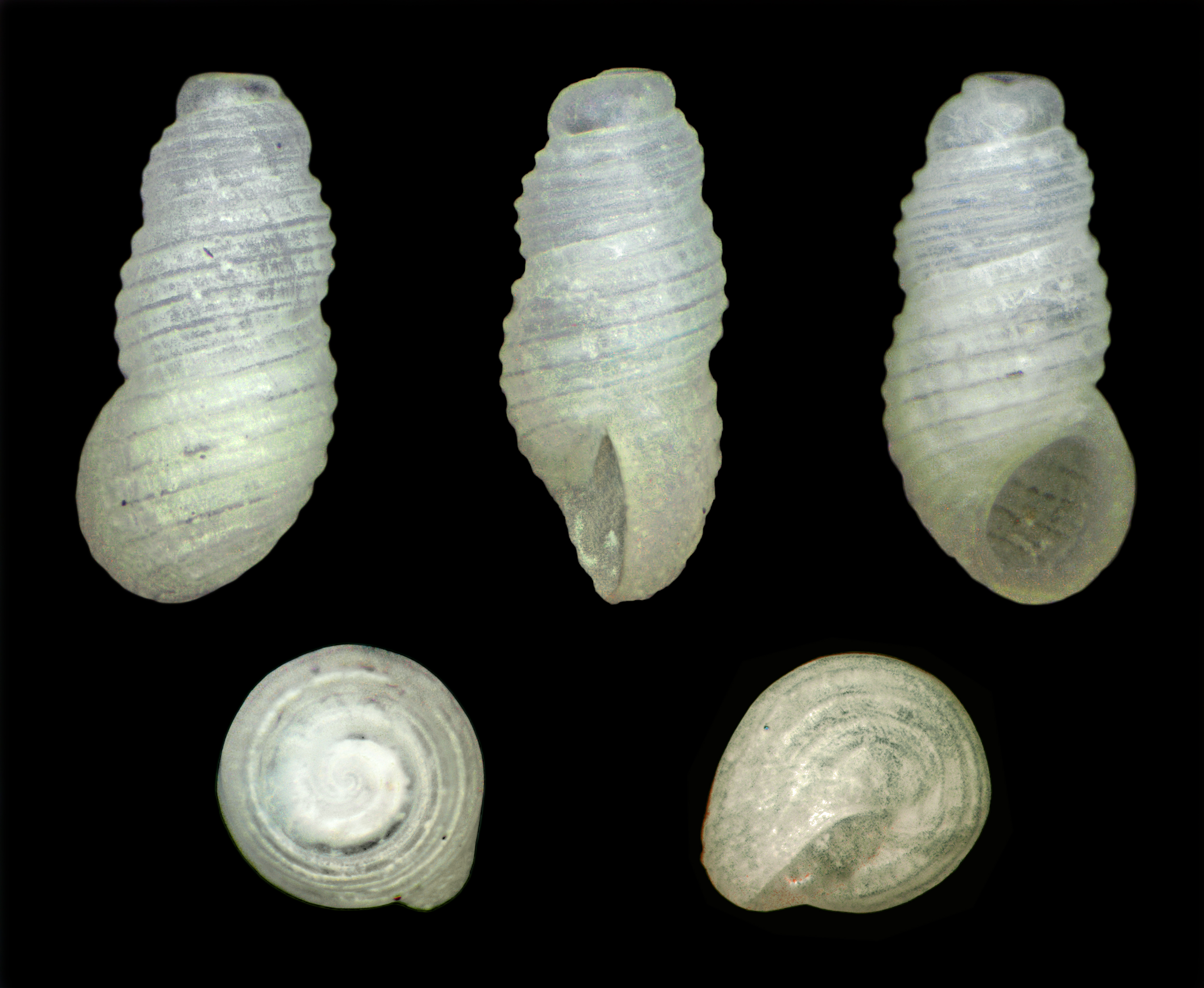
Liroceratia sulcata ( Iravadiidae )
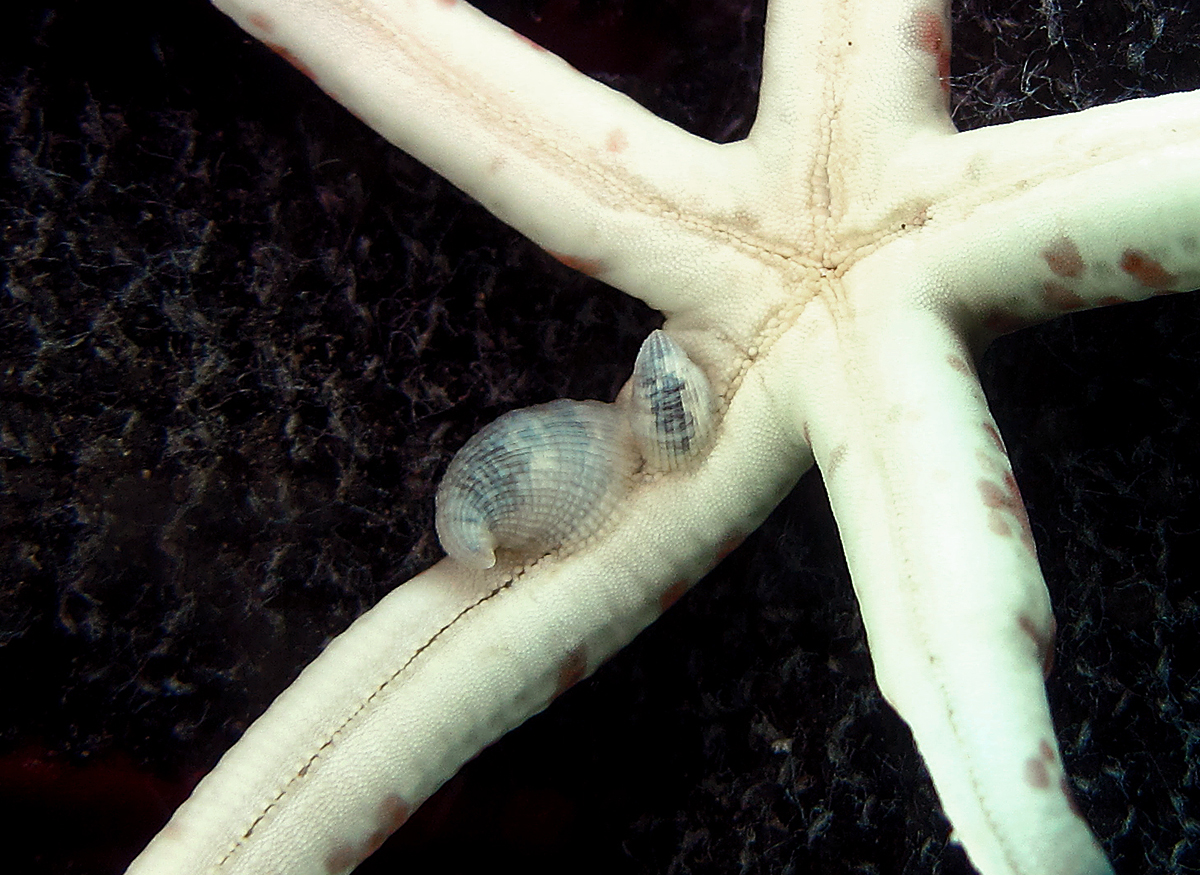
Thyca ectoconcha ( Eulimidae ) parasitando uma estrela do mar
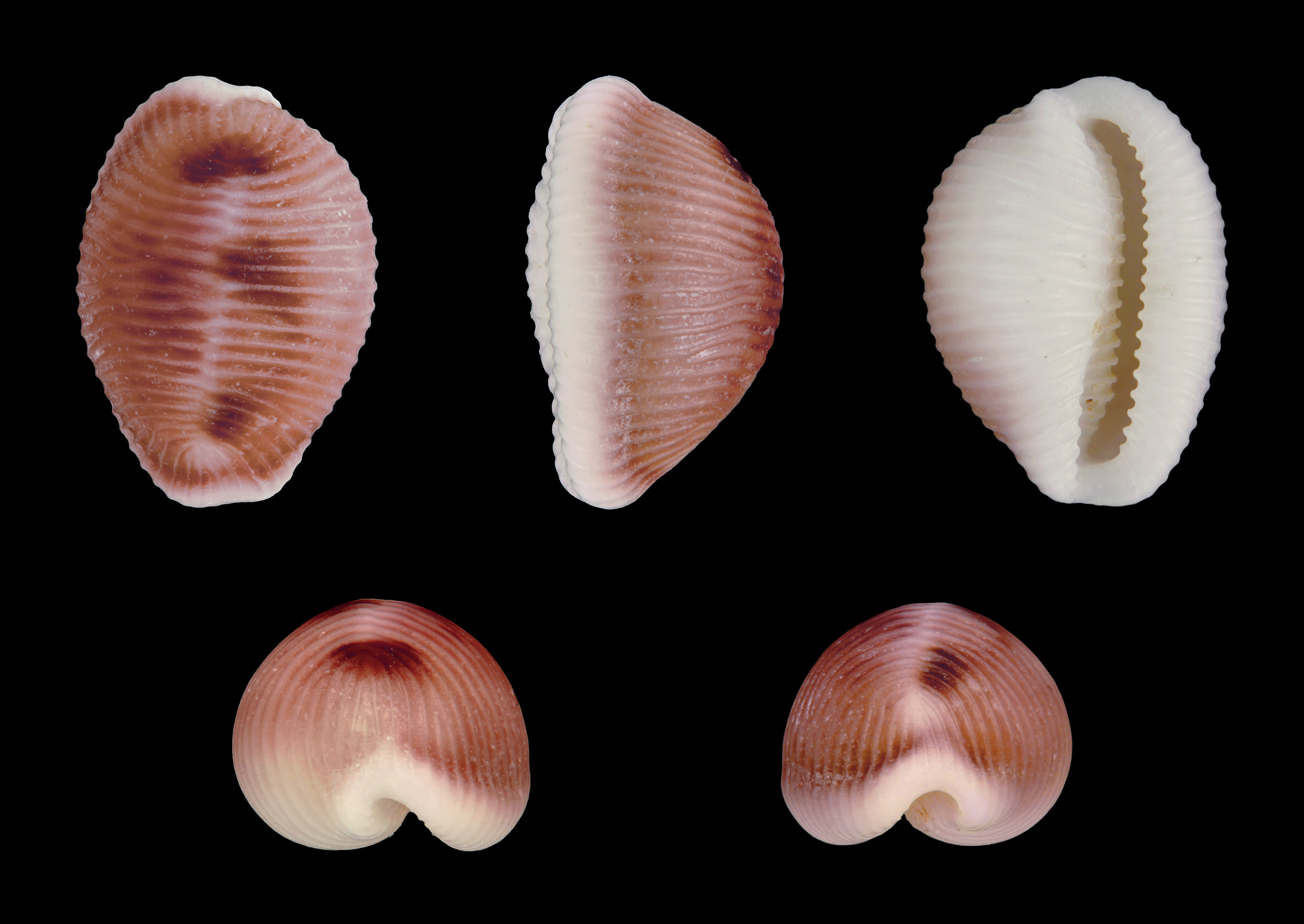
Trivia monacha ( Triviidae )
Thylacodes arenarius ( Vermetidae )
Xenophora pallidula ( Xenophoridae )